# Ивано-Франковский областной художественный музей
Ивано-Франковский областной художественный музей (укр. Івано-Франківський обласний художній музей) — художественный музей в городе Ивано-Франковске, с ценным собранием произведений искусства, включающим одну из лучших коллекций галицкого сакрального искусства.
Деятельность единственного в области музея художественного профиля направлена на профессиональное изучение творчества художников Прикарпатья, поиск произведений древнего искусства, их научное исследование и хранение.
Ивано-Франковский областной художественный музей располагается в здании бывшего храма, Коллегиальной церкви Пресвятой Девы Марии, являющегося историко-архитектурным памятником национального значения. Музей находится в самом центре Ивано-Франковска на площади Шептицкого.
Открыт для посетителей ежедневно, кроме выходного дня (понедельник) с 10:00 до 17:00.
Директор музея — Дейнека Михаил Ярославич.

## История
Художественный музей в Ивано-Франковске был открыт в 1980 году в помещении бывшего культового сооружения XVII века — Коллегиальной церкви Пресвятой Девы Марии, являвшейся усыпальницей рода Потоцких.
Первая экспозиция Ивано-Франковского художественного музея демонстрировала произведения искусства конца XIX — начала XX веков.
Тогда же были открыты два филиала музея: Художественно-мемориальный музей В. И. Касияна в городе Снятине (1982) и
Музей-памятник архитектуры и живописи XVI—XVII веков (1983), который находится в здании церкви Святого Духа в городе Рогатине, уникального памятника 1598 года.
В 1990—1993 годах в Коллегиальной церкви Пресвятой Девы Марии были расчищены росписи Е.-Р. Фабиянського (1877), и 18 августа 1993 года открыта постоянная экспозиция «Сакральное искусство Галичины XV — XX веков».
В 2001 году собрание галицкого сакрального искусства в художественном музее Ивано-Франковска было дополнено новыми экспонатами, и сегодня является одним из лучших подобных собраний на Украине.

## Собрание
В 2010 году собрание музея состояло из 15 000 экспонатов, включая уникальные памятники галицкой иконописи и барочной скульптуры, произведения живописи художников Корнила Устияновича, Ивана Труша, Ярослава Пстрака, Юлиана Панькевича, Алексея Новаковского, Осипа Сорохтея, Елены Кульчицкой, работы украинских художников второй половины XX века, а также произведения польских, австрийских, немецких и итальянских мастеров XVIII—XX веков.
Ценные экспонаты музейного фонда представлены на действующей выставке в экспозиционном зале музея. Здесь представлены местная иконопись XV—XIX веков, произведения барочной пластики Томаса Гуддера, Конрада Кутченрайтера, Иоанна-Георгия Пинзеля, Матвея Полейовского, Дионеза Станетти, картины братьев Унтербергер, старинные книги, изданные во Львове, Почаеве и Уневе.
Значительную часть музейной коллекции составляют произведения народного искусства, в частности художественные изделия мастеров Гуцульщины, Покутья, Бойковщины и Ополья.
Кроме того, в музее хранится большая коллекция современной зарубежной графики, подаренной с выставок Международного биеннале «Импреза».
За время существования в Ивано-Франковском областном художественном музее было проведено более 300 выставок; ценные коллекции музея экспонировались на многих международных выставках.